# Ivan Loukachevitch
Pas d'image ? Cliquez ici
Ivan Loukachevitch, né le 9 mai 1991 à Moscou (Russie) est un pilote automobile russe.

## Carrière
- 2006 : Formule Ford Benelux
- 2007 : Formule Palmer Audi, 2 Podiums
- 2008 : Formule Palmer Audi, 2 Podiums et 2 meilleurs tours
- 2010 : GP3 Series, avec l'écurie Status Grand Prix